# Jean-Gabriel Stedman
Pour les articles homonymes, voir Stedman.
Jean Gabriel Stedman, né en 1744 à Termonde et mort le 7 mars 1797 à Tiverton, est un officier d'origine anglo-néerlandaise ayant participé à la répression des révoltes d'esclaves au Suriname de 1772 à 1777. Son récit de voyage, décrivant la cruauté des châtiments infligés aux Noirs, par lui-même et par les colons, a été utilisé par les partisans de l'abolition de l'esclavage.

## Biographie
Né aux Pays-Bas autrichiens d'un père officier d'origine écossaise et d'une mère de la noblesse néerlandaise, il s'engagea comme officier dans une corps destiné à rétablir l'ordre en Guyane néerlandaise et à lutter contre les « nègres marron » en révolte ouverte contre l'esclavage.
Son œuvre décrit la société coloniale, l'esclavage des Noirs et contient des notations ethnographiques sur les derniers Indiens caraïbes. Son récit de voyage, et surtout ses dessins illustrant les traitements cruels que les colons et lui infligent aux esclaves, ont servi de pièces à conviction à l'appui des idées abolitionnistes.
William Blake, Thomas Holloway, et Francesco Bartolozzi ont illustré le récit de Stedman dans l'édition anglaise de 1796. Leurs gravures ont été reprises et largement diffusées par le courant anti-esclavagiste.

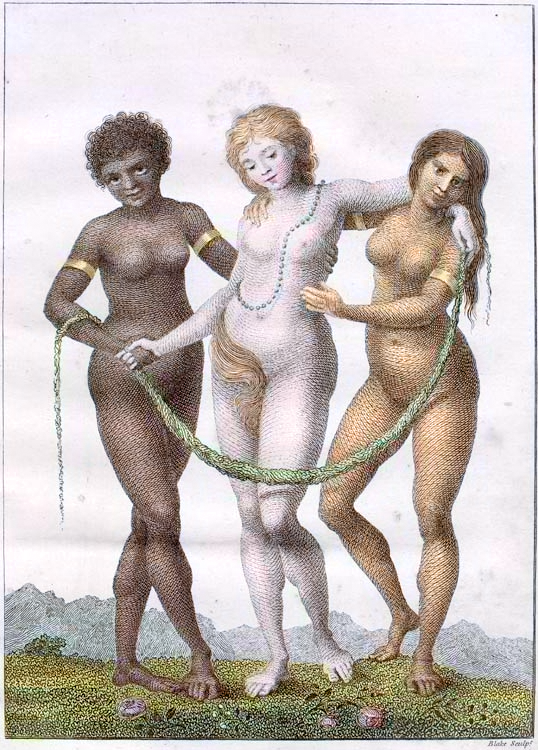
L'Europe soutenue par l'Afrique et l'Amérique, 1796 (illustrations de William Blake tirée de l'ouvrage sur le Suriname)
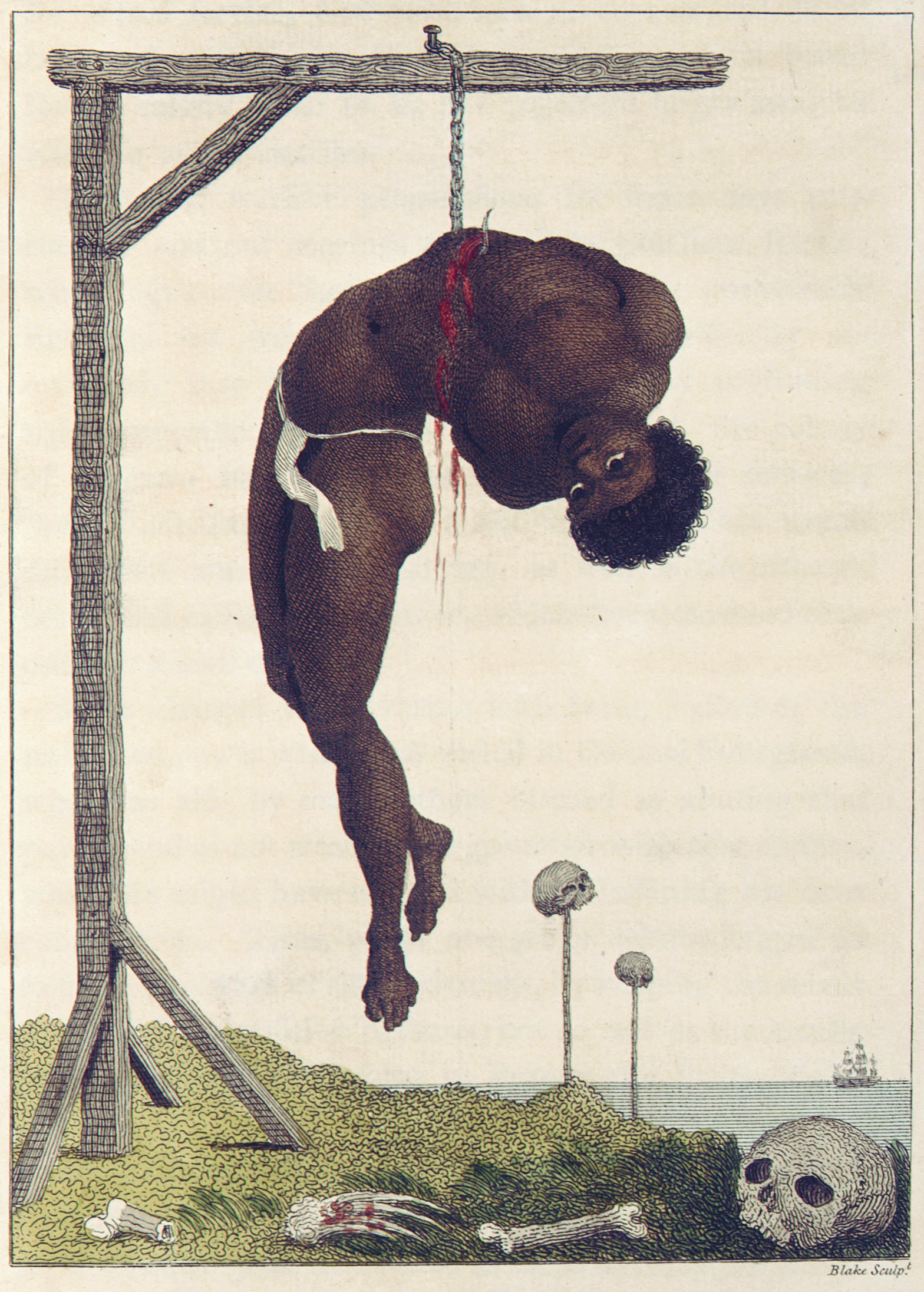
Châtiments infligés aux esclaves noirs révoltés au Suriname. Gravure de 1796, par William Blake.
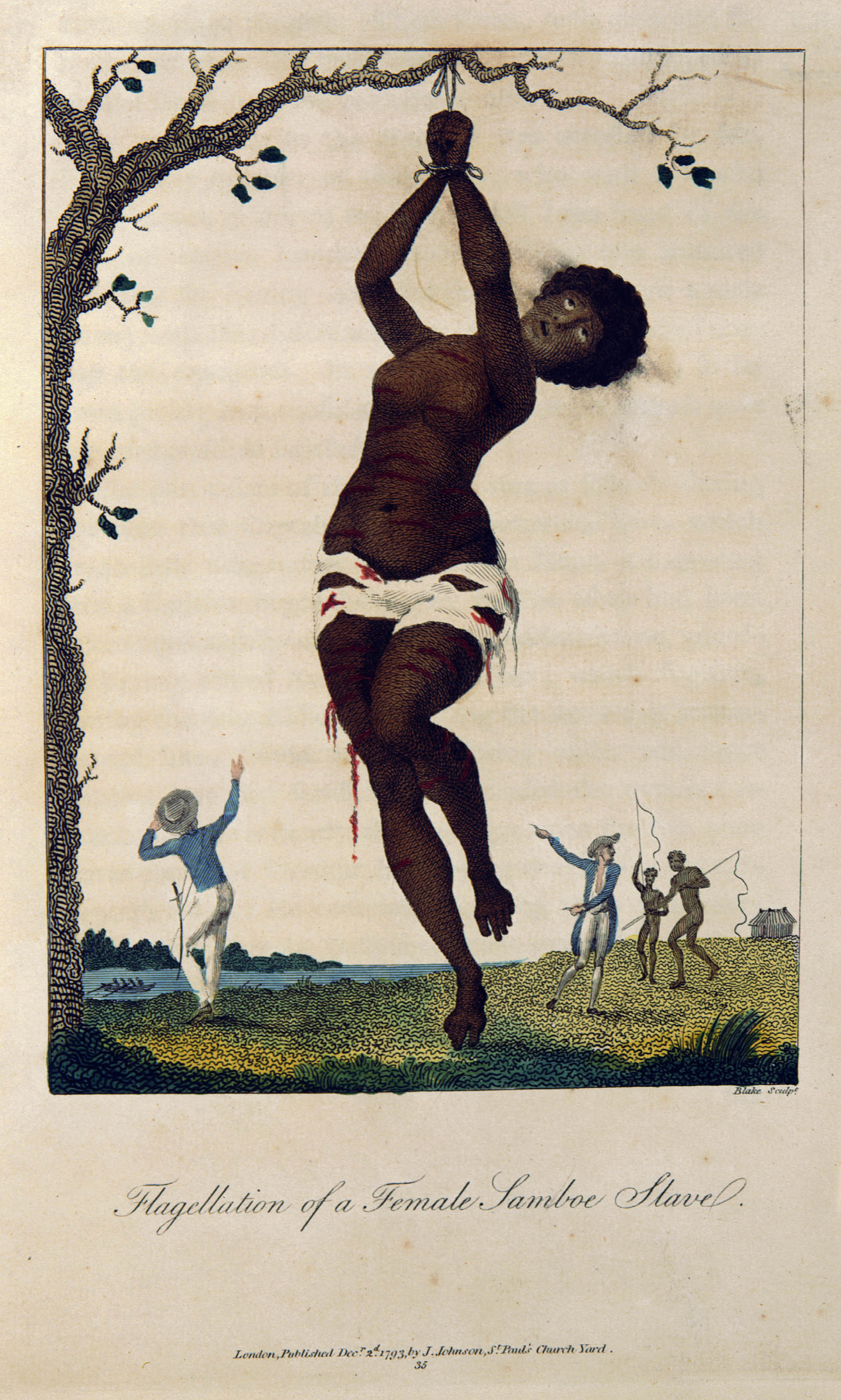
Esclave Samboe déchirée de coups de fouet.
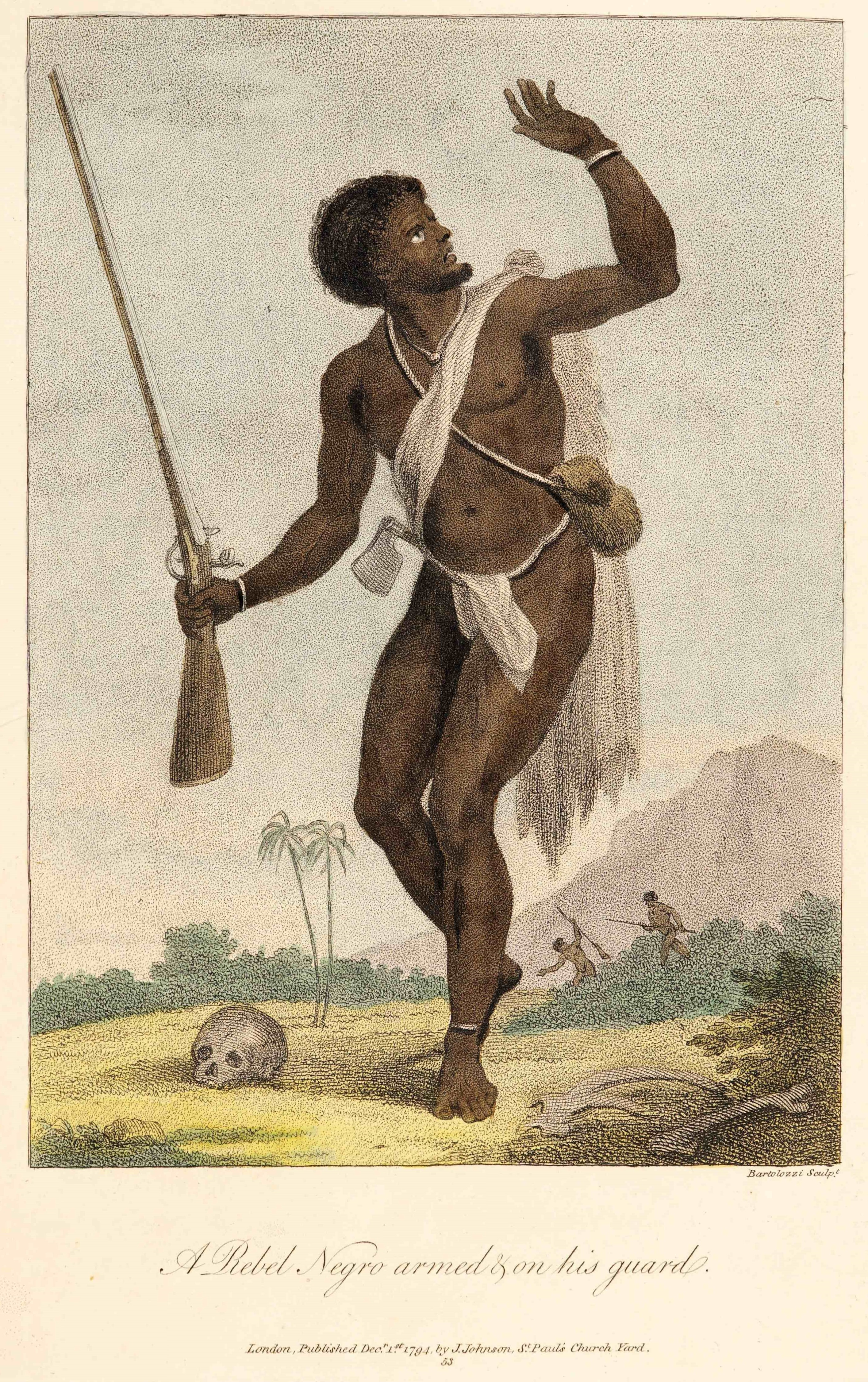
Esclave marron, par Francesco Bartolozzi.

À Paris, son ouvrage en trois tomes (Voyage à Surinam) est traduit en 1798 par Pierre-François Henry, édité chez Buisson avec deux albums de planches gravées par Tardieu l'aîné. Il est publié en anglais deux ans auparavant en 1776 avec ses planches gravées par William Blake et d'autres graveurs. Il est rapidement traduit dans plusieurs langues. Il connait depuis plus de vingt-cinq éditions et des éditions abrégées.
Ainsi, Stedman, militaire au service de la couronne princière servant les intérêts des grands propriétaires, colons et commerçants, tous profondément esclavagistes, devient-il un héraut du courant abolitionniste.

## Œuvres
- Voyage à Surinam, Paris, 1960. Club français du livre, Collection « Événement » (extraits)
- John Gabriel Stedman, Bibliothèque géographique et instructive des jeunes gens, ou recueil de voyages intéressants dans toutes les parties du monde, pour l'instruction et l'amusement de la jeunesse, Paris, Chez J. E. Gabriel Dufour, 1806, 216 p. (lire en ligne)
- John Gabriel Stedman, Voyage à Surinam, et dans l’intérieur de la Guiane, contenant la relation de cinq années de courses et d’observations faites dans cette contrée intéressante et peu connues ; avec des détails sur les Indiens de la Guiane et les Nègres, Paris, Chez F. Buisson, 1799, 92 p. (lire en ligne) Collection de planches.
- John Gabriel Stedman, Voyage à Surinam, et dans l’intérieur de la Guiane, contenant la relation de cinq années de courses et d’observations faites dans cette contrée intéressante et peu connues ; avec des détails sur les Indiens de la Guiane et les Nègres, t. premier, Paris, Chez F. Buisson, 1799, 410 p. (lire en ligne)
- John Gabriel Stedman, Voyage à Surinam, et dans l’intérieur de la Guiane, contenant la relation de cinq années de courses et d’observations faites dans cette contrée intéressante et peu connues ; avec des détails sur les Indiens de la Guiane et les Nègres, t. second, Paris, Chez F. Buisson, 1799, 440 p. (lire en ligne)
- John Gabriel Stedman, Voyage à Surinam, et dans l’intérieur de la Guiane, contenant la relation de cinq années de courses et d’observations faites dans cette contrée intéressante et peu connues ; avec des détails sur les Indiens de la Guiane et les Nègres, t. troisième, Paris, Chez F. Buisson, 1799, 378 p. (lire en ligne)